# Игнатенко, Павел Николаевич
Павел Николаевич Игнатенко (укр. Павло Миколайович Ігнатенко; род. 2 июня 1973, г. Нежин, Черниговская область) — украинский политик. Министр охраны окружающей природной среды Украины (2005—2006). Заместитель Секретаря Совета национальной безопасности и обороны Украины (2009—2011).

## Биография
В 1994 году окончил Киевский государственный экономический университет, «Финансы и кредит». Экономист.
С 1995 по 2000 год — управляющий директор ЗАО «Альфа Капитал», г. Киев.
С 2001 по 2002 год — главный специалист, руководитель проектов ЗАО «Альфа-Банк», г. Киев.
Народный депутат IV созыва с 2002 по 2005 год от Блока Виктора Ющенко «Наша Украина», № 38 в списке. Член Комитета по вопросам борьбы с организованной преступностью и коррупцией, член Специальной контрольной комиссии по вопросам приватизации.
2006—2008 — советник Президента Украины.
Членом Совета партии «Наша Украина» (с 2005).
Государственный служащий 1-го ранга (2006).
Семья Сын Александр (1999).